# الساندرو دورانته
الساندرو دورانته (انگلیسی: Alessandro Durante؛ زادهٔ ۲۷ دسامبر ۱۹۹۷) بازیکن فوتبال است.